# سامی الحسنی
سامی الحسنی (عربی: سامي خميس نقي الحسني؛ زادهٔ ۲۹ ژانویهٔ ۱۹۹۲) بازیکن فوتبال اهل عمان است.
از باشگاه‌هایی که در آن بازی کرده‌است می‌توان به باشگاه فوتبال صور اشاره کرد.
وی همچنین در تیم ملی فوتبال عمان بازی کرده‌است.